# Conjunt del carrer de Vic (Caldes de Montbui)
El Conjunt del carrer de Vic és una obra de Caldes de Montbui (Vallès Oriental) protegida com a bé cultural d'interès local.

## Descripció
És un carrer que forma part de l'antiga vila murallada, possiblement d'origen medieval, encara que la traça és possible que formés part de l'estructura urbana romana. El carrer queda limitat per la plaça de la Font del Lleó i la plaça Marquès de Caldes de Montbui, on se situava antigament el portal de Vic. La traça del carrer és força lineal. Els edificis que es troben són dels segles xviii i xix, amb moltes modificacions del segle xx. Les cases són unifamiliars i l'alçada en general és de planta baixa i dues plantes. Les cobertes són principalment inclinades a dues vessants de teula àrab.

## Història
L'antic camí de Vic fou anomenat a partir del 1386 carrer de Vic. L'origen del camí es remunta a l'any 1274 quan el rei Jaume I concedí a la vila el pas del camí que anava de Barcelona a Vic; això comportava un impost per poder passar i aquest camí era un pas obligatori per anar a Vic. Quan l'any 1860 es va obrir la carretera de Sant Feliu de Codines, el carrer de Vic va perdre la seva importància.